# Виланова (Мачерата)
Виланова је насеље у Италији у округу Мачерата, региону Марке.
Према процени из 2011. у насељу је живело 26 становника. Насеље се налази на надморској висини од 507 м.